# Осава, Тору
Тору Осава — японский разработчик игр. С 1985 года работает в Nintendo, начав свою деятельность в Nintendo Research & Development 1. Режиссёр и сценарист The Legend of Zelda: Ocarina of Time. С 2004 года — разработчик программного обеспечения для Nintendo.

## Биография
Тору Осава родился 27 декабря 1962 года в префектуре Киото и изучал искусство и анимацию в Киотском университете Сейка. В 1985 году он был нанят Nintendo и назначен в отдел исследований и разработки Gunpei Yokoi 1 (R&D1) в качестве игрового дизайнера, художника-графика и сценариста.
После разработки графики для Metroid, в начале своей карьеры в Nintendo в 1986 году Осава попросил разработать собственную игру. Поскольку её, по его собственным словам, «забросили», он создавал игру в одиночку. В августе 1986 года к проекту присоединились некоторые участники Metroid, так как он должен был быть завершён к декабрю. В этот напряжённый период Осава также женился. В конце 1986 года игра Осавы была выпущена под названием Kid Icarus для Nintendo Entertainment System (NES).